# Костур (община Крива паланка)
Вижте пояснителната страница за други значения на Костур.
Ко̀стур (на македонска литературна норма: Костур) е село в Северна Македония, в община Крива паланка.

## География
Селото е разположено в областта Славище в северното подножие на планината Осогово по горното течение на Крива река на 15 километра източно от общинския център Крива паланка.

## История
В края на XIX век Костур е българско село в Кривопаланска каза на Османската империя. Според статистиката на Васил Кънчов („Македония. Етнография и статистика“) от 1900 година Костур е населявано от 138 жители българи християни.
Цялото християнско население на селото е под върховенството на Българската екзархия. По данни на секретаря на екзархията Димитър Мишев („La Macédoine et sa Population Chrétienne“) в 1905 година в Костур има 144 българи екзархисти.
При избухването на Балканската война 2 души от Костур са доброволци в Македоно-одринското опълчение.
По време на Първата световна война Костур е включено в Дурачкоречка община и има 122 жители.
Според преброяването от 2002 година селото има 38 жители, всички северномакедонци.

## Личности
Родени в Костур
- Атанас Петков Якимов, български революционер, деец на ВМОРО, четник на Серафим Спасов в 1914 година,[6] четник на Петко Стефанов в същата година,[7] както и в 1915 година,[8] кметски наместник в периода на българското управление 1941-1944 година[9]
- Георги Симеонов, български революционер, деец на ВМОРО, четник на Кръсто Лазаров[10] и на Петко Стефанов в 1915 година[11]

Починали в Костур
- Панко Върбанов Върбанов, български военен деец, подпоручик, загинал през Междусъюзническа война[12]